# 金子石塔塚古墳
金子石塔塚古墳（かなごせきとうつかこふん/かなごせきとうづかこふん）は、岡山県総社市秦にある古墳。形状は円墳。奥場古墳群を構成する古墳の1つ。史跡指定はされていない。

## 概要
岡山県南部、高梁川と新本川の合流地点北の、正木山から延びる尾根先端部に築造された古墳である。1983-1984年（昭和58-59年）に総社市史編纂事業に伴う岡山理科大学による発掘調査が実施されている。
墳形は楕円形で、南北26メートル・東西20メートル・高さ3-5メートルを測る。埋葬施設は片袖式の横穴式石室で、南東方向に開口し、玄室中央には井原市産の貝殻石灰岩（浪形石）製の刳抜式家形石棺を据える。石室内の調査では、副葬品として装身具類・武器類・馬具類・須恵器・土師器が検出されており、特に冠または飾履と見られる貴重品を含む点で注目される。
築造時期は、古墳時代後期の6世紀後半頃と推定され、その後の追葬が認められる。副葬品の様相から、新本川下流域に台頭した豪族の墓として重要視される古墳になる。

## 埋葬施設

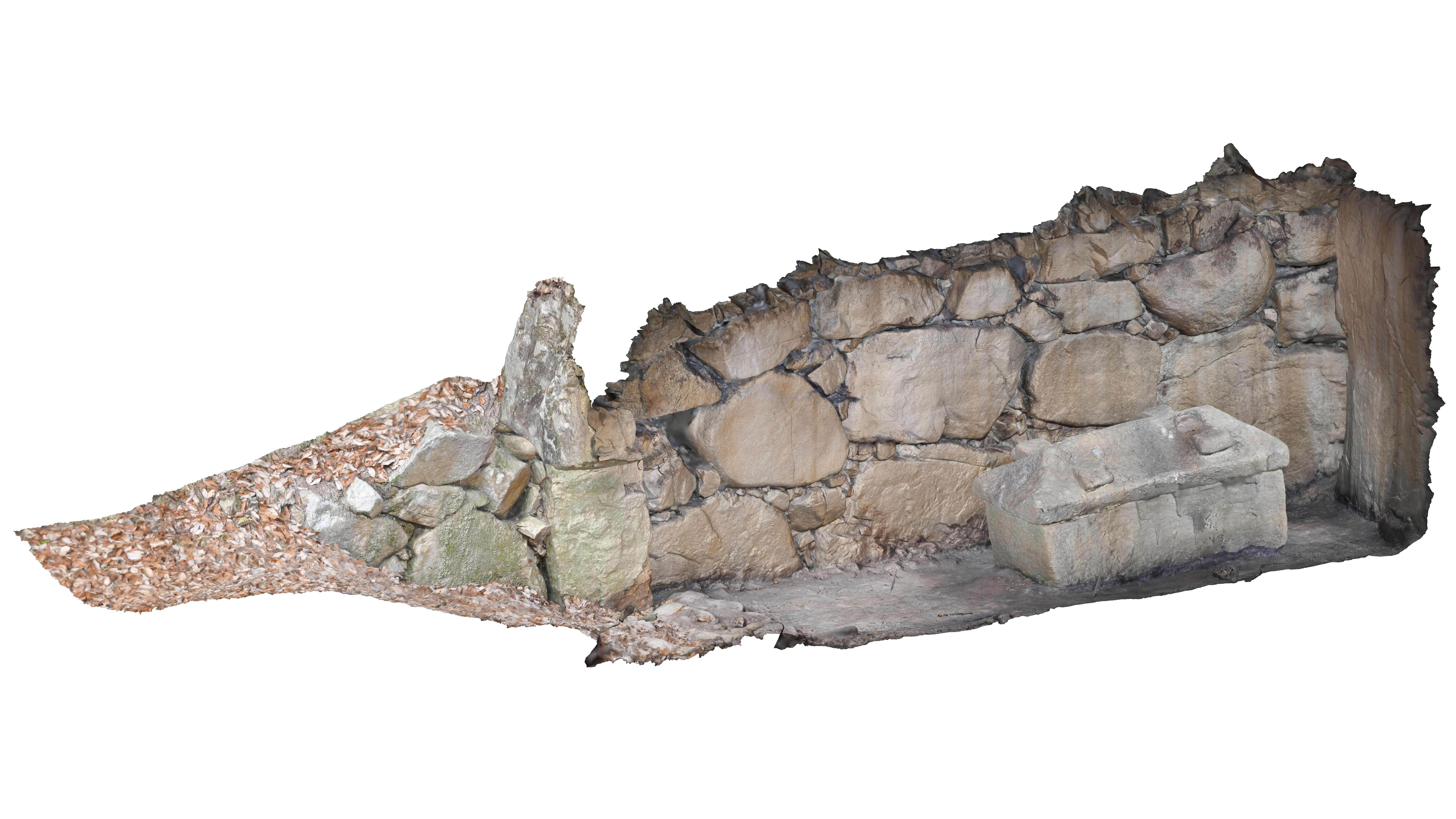
石室俯瞰図

石室展開図

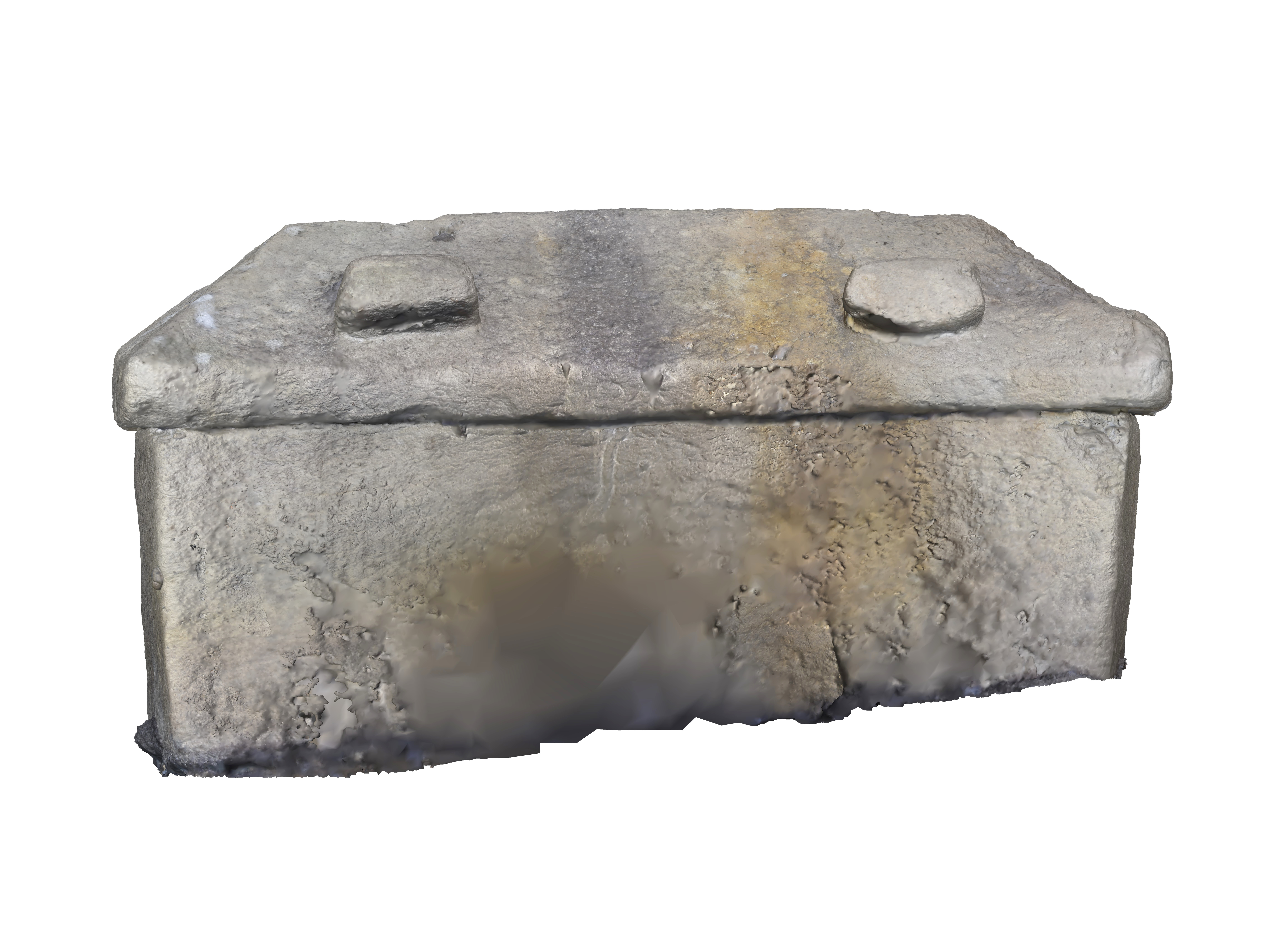
石棺立面図

埋葬施設としては片袖式横穴式石室が構築されており、南東方向に開口する。石室の規模は次の通り。
- 石室全長：11.6メートル
- 玄室：長さ5.5メートル、幅1.9メートル、高さ2.4メートル
- 羨道：長さ6.15メートル、幅1.45メートル、高さ1.8-1.9メートル

玄室の床面にはこぶし大の川原石が認められ、玄室全面に敷いたと推測される。また羨門付近では閉塞施設が認められる。
玄室中央には井原市産の貝殻石灰岩（浪形石）製の家形石棺を据える。奥壁から90センチメートルの位置に石室主軸と平行方向に置かれ、長さ1.93-2.01メートル・幅0.92-0.94メートル・高さ0.53-0.63メートルを測る。蓋石の長辺には縄掛突起2対（計4個）を付す。なお、調査時点で石棺の蓋石は石室に立てかけて置かれており、調査後に棺身の上に移されている。
石室内の調査では、副葬品として装身具類（銀張耳環、琥珀玉など）、武器類（大刀把頭飾、鉄刀、鉄鏃多数など）、馬具類（鉄地金銅張鞍金具片、雲珠または辻金具の脚、鏡板または杏葉片、轡、四方手など）、須恵器、土師器が検出されている。特に歩揺付金銅製亀甲文板が出土しており、冠または飾履のような貴重品の存在を示すとして注目される。

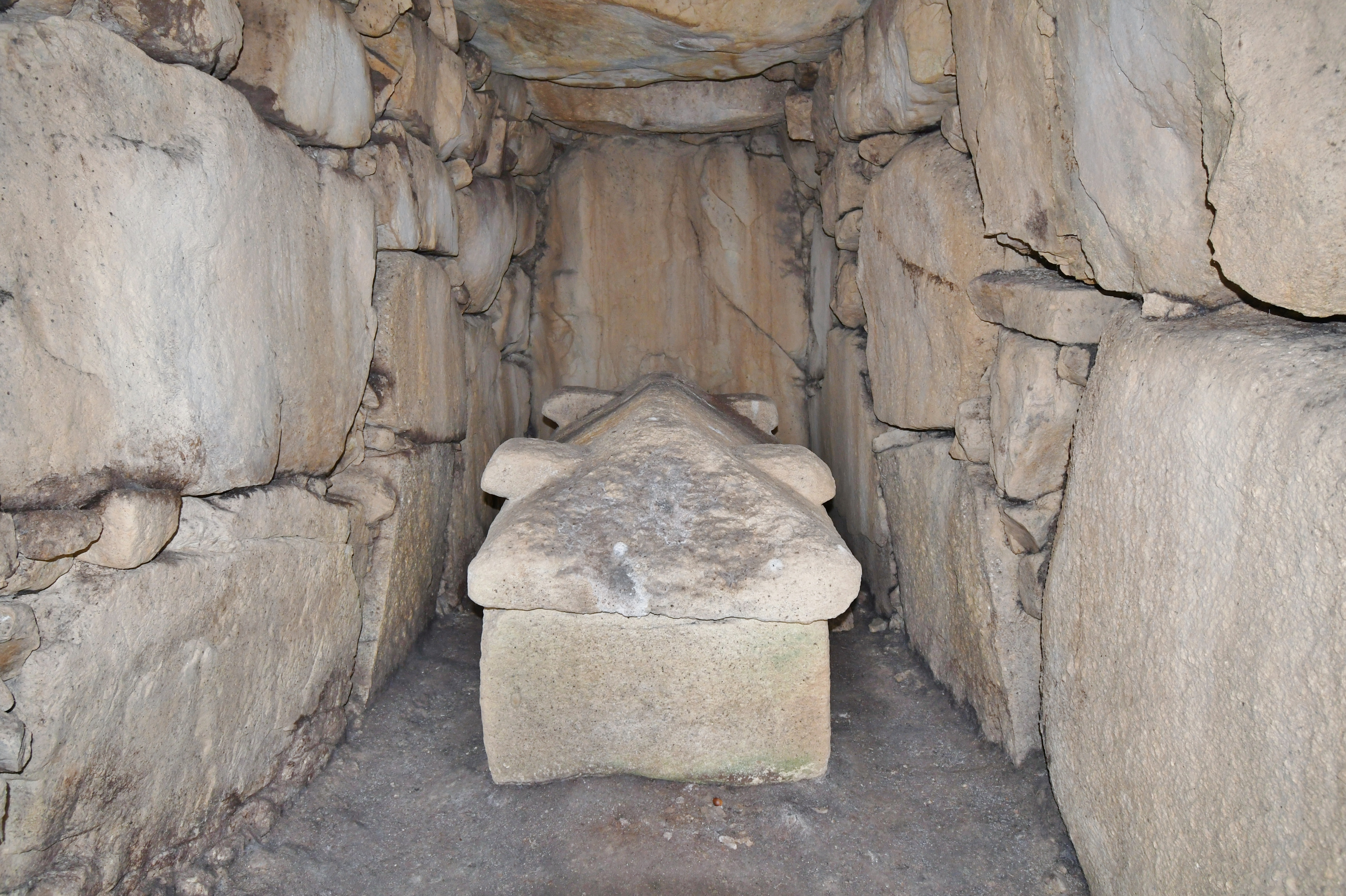
玄室（奥壁方向）
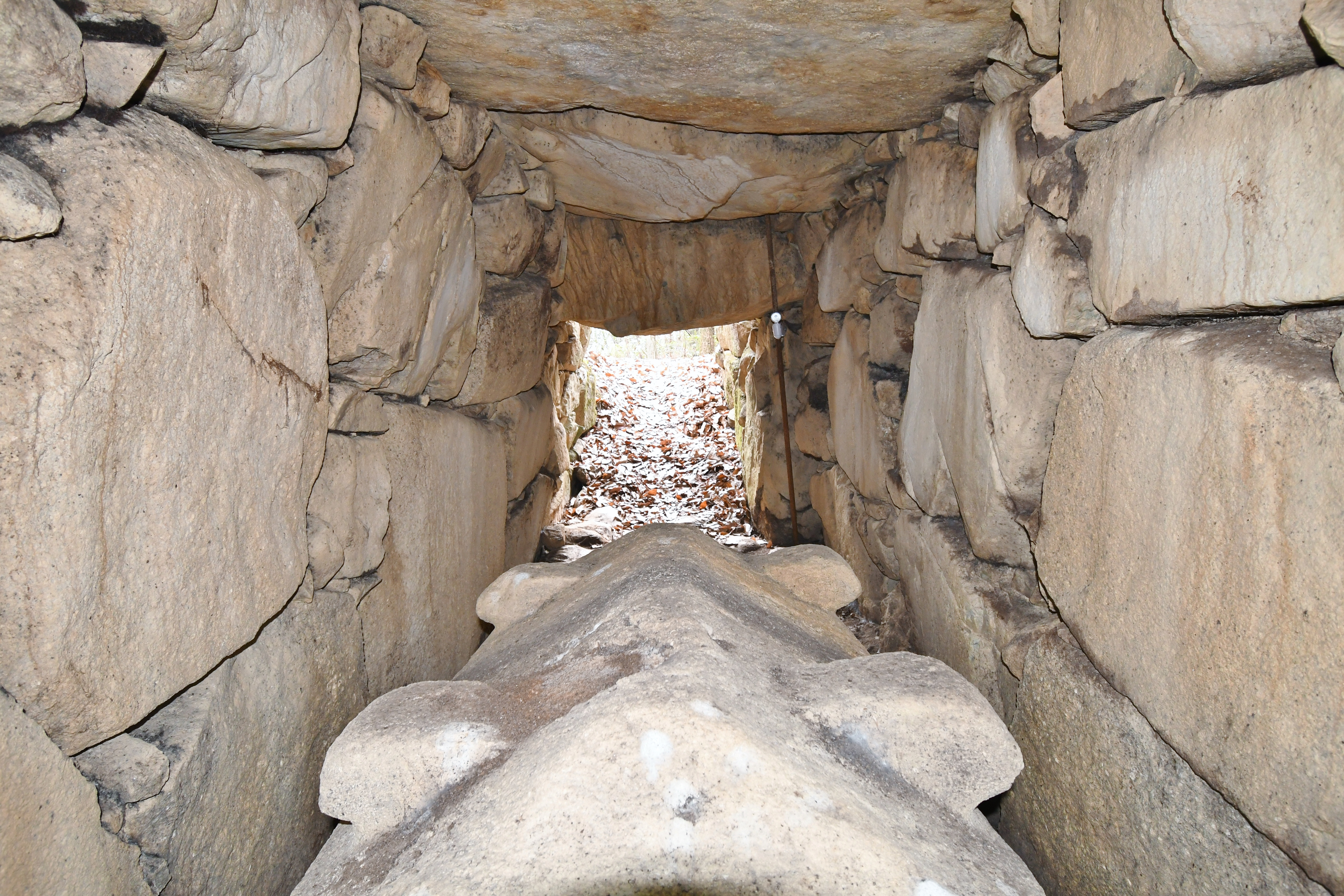
玄室（開口部方向）
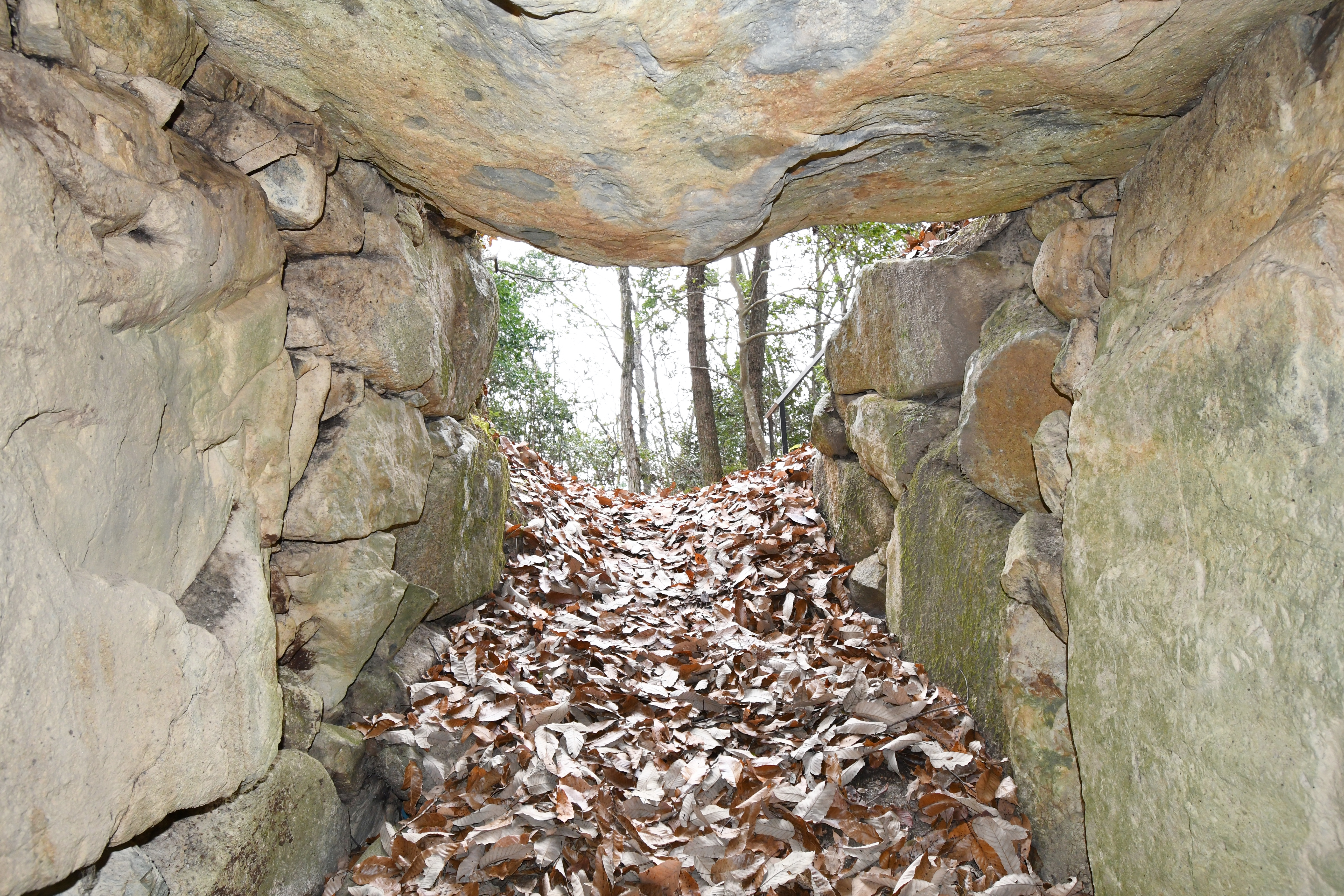
羨道（開口部方向）
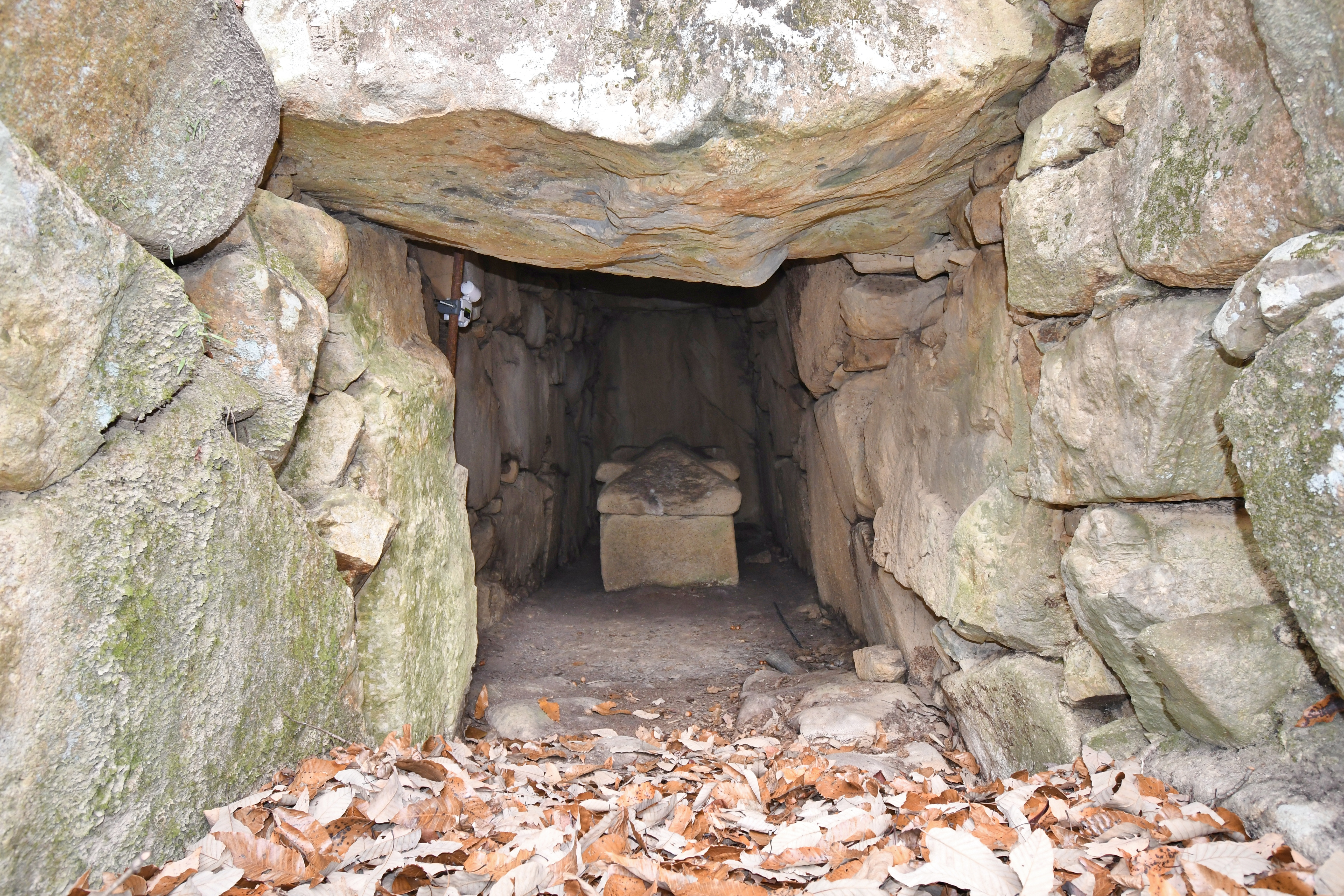
羨道（玄室方向）
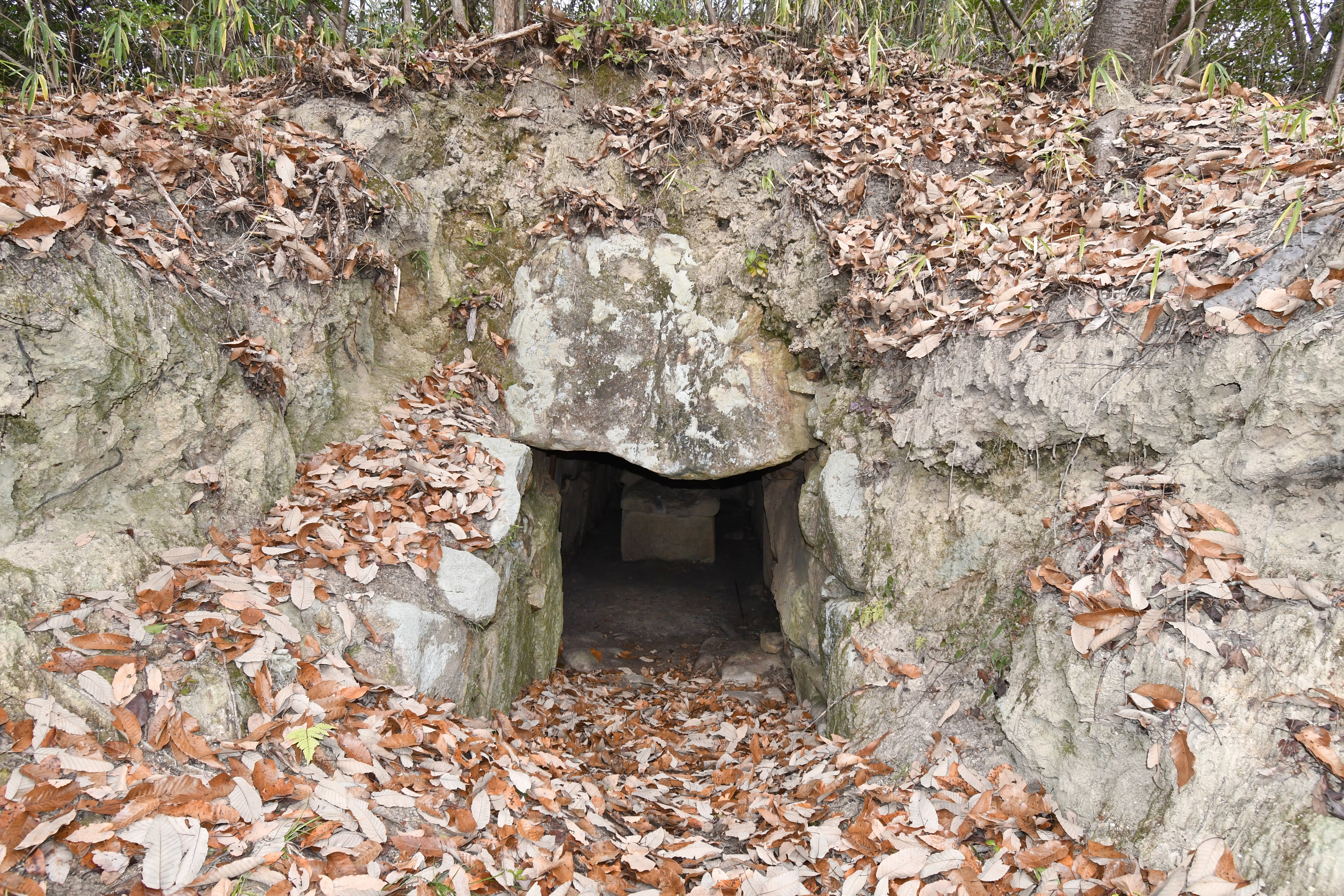
開口部
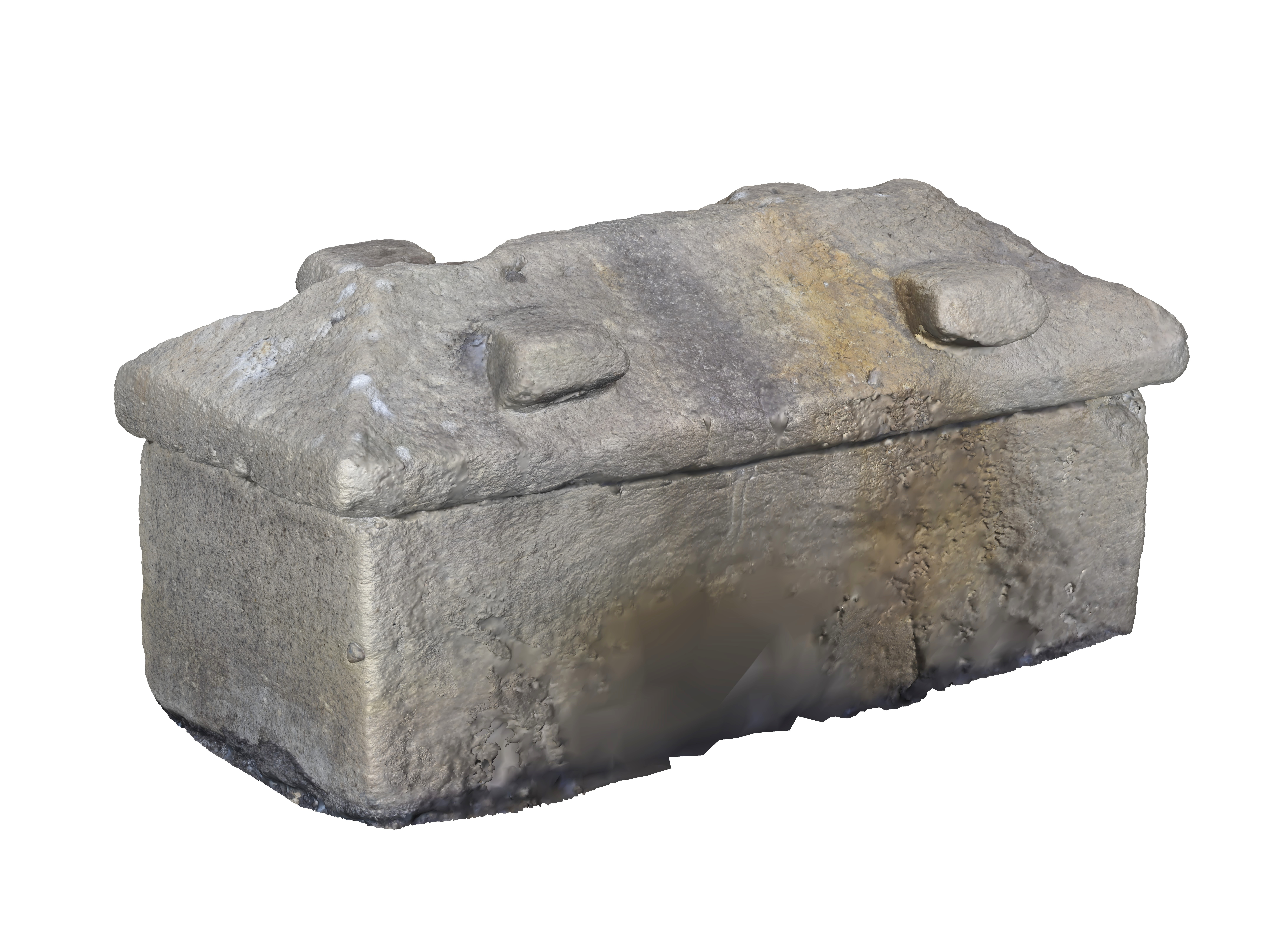
石棺俯瞰図
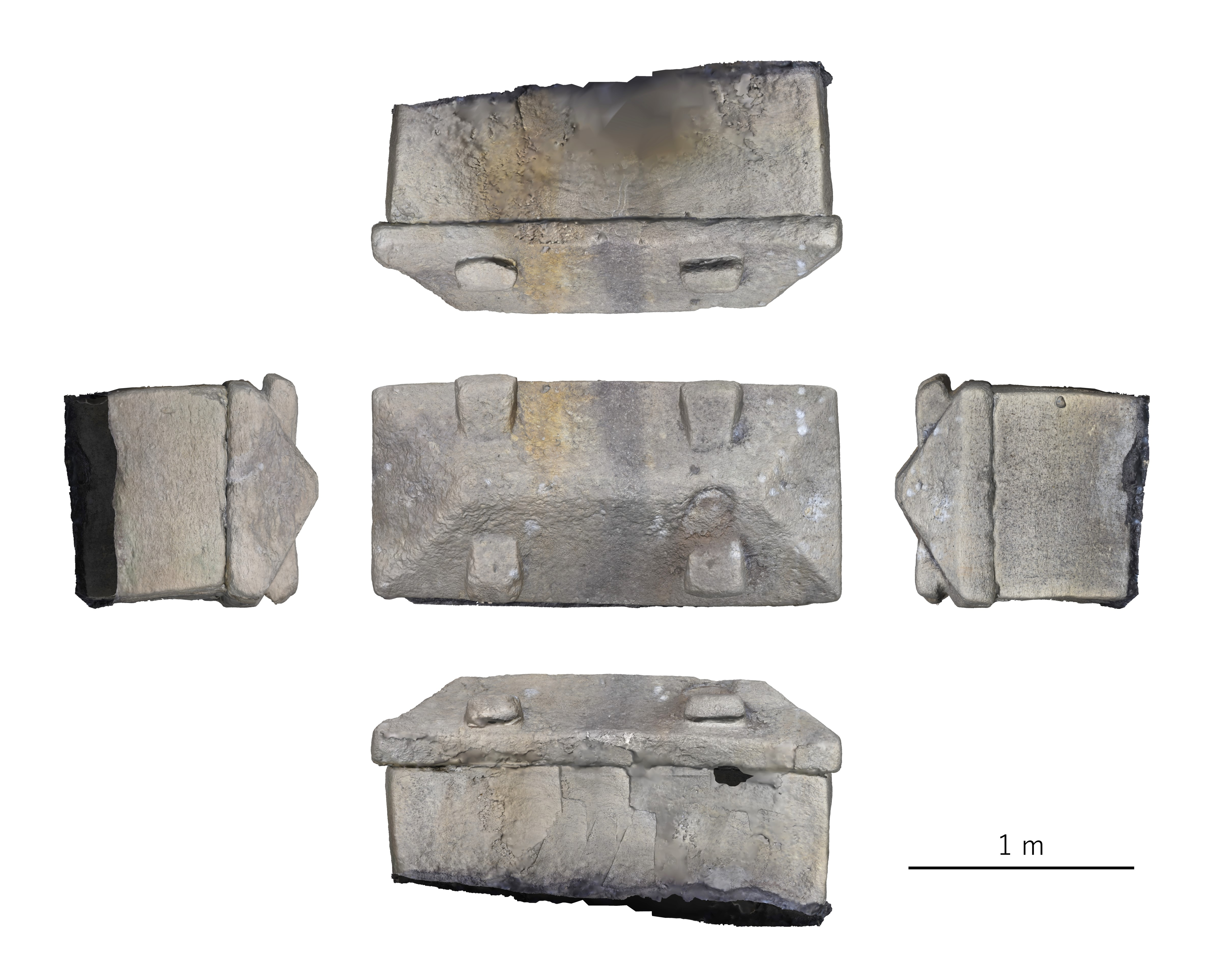
石棺展開図